# Hóquei sobre a grama nos Jogos Olímpicos de Verão de 2000 - Feminino
O torneio feminino de hóquei sobre a grama nos Jogos Olímpicos de Verão de 2000 foi a 6ª edição do evento de hóquei sobre a grama para mulheres nos Jogos Olímpicos de Verão. O evento foi realizado durante um período de quatorze dias, começando em 16 de setembro e encerrando com a disputa da medalha de ouro em 29 de setembro. Todos os jogos foram realizados no Centro de Hóquei dentro do Parque Olímpico de Sydney, na Austrália.
A equipe australiana, que na época defendia o título olímpico, derrotou a Argentina por 3 a 1 na final e conquistou a medalha de ouro pela terceira vez. Os Países Baixos ganhou a medalha de bronze ao derrotar a Espanha por 2 a 0.

## Qualificação
Cada uma das campeãs continentais de cinco federações e o país anfitrião receberam uma vaga automática. Juntamente com as equipes que se classificaram através do Torneio Olímpico de Qualificação, dez equipes competiram neste torneio.
| Datas                             | Evento                                          | Local                        | Qualificado                                              |
| --------------------------------- | ----------------------------------------------- | ---------------------------- | -------------------------------------------------------- |
| País anfitrião                    | País anfitrião                                  | País anfitrião               | Austrália                                                |
| 8–18 de dezembro de 1998          | Jogos Asiáticos de 1998                         | Bangkok, Tailândia           | Coreia do Sul                                            |
| 24 de julho – 4 de agosto de 1999 | Jogos Pan-americanos de 1999                    | Winnipeg, Canadá             | Argentina                                                |
| 11–18 de setembro de 1999         | Jogos da África de 1999                         | Johannesbourg, África do Sul | África do Sul                                            |
| 17–21 de setembro de 1999         | Copa da Oceania de 1999                         | Sydney, Austrália            | —1                                                       |
| 18–29 setembro de 1999            | Campeonato Europeu de Hóquei das Nações de 1999 | Cologne, Alemanha            | Países Baixos                                            |
| 24 de março – 2 abril de 2000     | Torneio Olímpico de Qualificação                | Milton Keynes, Inglaterra    | Nova Zelândia · Reino Unido · Alemanha · Espanha · China |

↑1  – A Austrália se qualificou como campeã continental e anfitriã, portanto essa vaga foi redistribuída ao Torneio Olímpico de Qualificação, alterando de quatro para cinco vagas num total.

## Medalhistas
A Austrália derrotou a Argentina na final para conquistar o Ouro, enquanto os [Países Baixos superou a Espanha na disputa do Bronze.
|  | AUS Austrália |  | ARG Argentina |  | NED Países Baixos |
|  | Alyson Annan Juliet Haslam Alison Peek Claire Mitchell-Taverner Kate Starre Kate Allen Lisa Carruthers Rechelle Hawkes Clover Maitland Rachel Imison Angie Skirving Julie Towers Renita Farrell Jenny Morris Katrina Powell Nikki Hudson |  | Mariela Antoniska Soledad García Magdalena Aicega María Paz Ferrari Anabel Gambero Ayelén Stepnik Inés Arrondo Luciana Aymar Vanina Oneto Jorgelina Rimoldi Karina Masotta Paola Vukojicic Laura Maiztegui Mercedes Margalot María de la Paz Hernández Cecilia Rognoni |  | Julie Deiters Fatima Moreira de Melo Clarinda Sinnige Hanneke Smabers Dillianne van den Boogaard Margje Teeuwen Mijntje Donners Ageeth Boomgaardt Macha van der Vaart Suzan van der Wielen Myrna Veenstra Minke Smabers Carole Thate Fleur van de Kieft Minke Booij Daphne Touw |

## Primeira fase
Na primeira fase, as 10 seleções foram divididas em dois grupos com cinco cada. Os confrontos foram realizados em turno único dentro do grupo e as três melhores seleções se classificaram para a fase seguinte.

### Grupo C
| Equipe        | Pts | J | V | E | D | GP | GC |
| ------------- | --- | - | - | - | - | -- | -- |
| Austrália     | 10  | 4 | 3 | 1 | 0 | 9  | 3  |
| Argentina     | 6   | 4 | 2 | 0 | 2 | 5  | 6  |
| Espanha       | 5   | 4 | 1 | 2 | 1 | 2  | 3  |
| Grã-Bretanha  | 4   | 4 | 1 | 1 | 2 | 5  | 5  |
| Coreia do Sul | 2   | 4 | 0 | 2 | 2 | 4  | 8  |

     Equipes classificadas para a fase seguinte.
| 16 de setembro 08:30            |           |                                  |                                            |
| Coreia do Sul                   | 2 – 3     | Argentina                        | Árbitros: Gina Spitaleri Miriam van Gemert |
| Shin Mi-Kyung 20' Cho Bo-Ra 33' | Relatório | Masotta 9' Aymar 44' Rimoldi 68' | Árbitros: Gina Spitaleri Miriam van Gemert |

| 17 de setembro 15:30  |           |                   |                                       |
| Austrália             | 2 – 1     | Grã-Bretanha      | Árbitros: Ute Conen Marelize de Klerk |
| Hudson 18' Powell 51' | Relatório | Marston-Smith 47' | Árbitros: Ute Conen Marelize de Klerk |

| 17 de setembro 18:30 |           |         |                                     |
| Coreia do Sul        | 0 – 0     | Espanha | Árbitros: Lyn Farrell Jean Buchanan |
|                      | Relatório |         | Árbitros: Lyn Farrell Jean Buchanan |

| 18 de setembro 18:30 |           |             |                                      |
| Grã-Bretanha         | 0 – 1     | Argentina   | Árbitros: Renee Cohen Gina Spitaleri |
|                      | Relatório | Masotta 14' | Árbitros: Renee Cohen Gina Spitaleri |

| 19 de setembro 15:30 |           |            |                                         |
| Austrália            | 1 – 1     | Espanha    | Árbitros: Lyn Farrell Miriam van Gemert |
| Annan 7'             | Relatório | Ignacio 2' | Árbitros: Lyn Farrell Miriam van Gemert |

| 20 de setembro 10:30              |           |                           |                                   |
| Coreia do Sul                     | 2 – 2     | Grã-Bretanha              | Árbitros: Ute Conen Jean Buchanan |
| Kim Seong-Eun 14' Kim Eun-Jin 48' | Relatório | Clewlow 57' Nicholson 66' | Árbitros: Ute Conen Jean Buchanan |

| 20 de setembro 20:30                        |           |            |                                         |
| Austrália                                   | 3 – 1     | Argentina  | Árbitros: Renee Cohen Miriam van Gemert |
| Morris 25' Starre 33' Mitchell-Taverner 63' | Relatório | García 66' | Árbitros: Renee Cohen Miriam van Gemert |

| 21 de setembro 20:30 |           |                |                                            |
| Argentina            | 0 – 1     | Espanha        | Árbitros: Marelize de Klerk Kazuko Yasueda |
|                      | Relatório | Goikoetxea 40' | Árbitros: Marelize de Klerk Kazuko Yasueda |

| 22 de setembro 15:30           |           |               |                                 |
| Austrália                      | 3 – 0     | Coreia do Sul | Árbitros: Renee Cohen Ute Conen |
| Powell 8' Peek 22' Hudson 70+' | Relatório |               | Árbitros: Renee Cohen Ute Conen |

| 22 de setembro 20:30   |           |         |                                           |
| Grã-Bretanha           | 2 – 0     | Espanha | Árbitros: Jean Buchanan Marelize de Klerk |
| Clewlow 48' Cullen 65' | Relatório |         | Árbitros: Jean Buchanan Marelize de Klerk |

### Grupo D
| Equipe        | Pts | J | V | E | D | GP | GC |
| ------------- | --- | - | - | - | - | -- | -- |
| Nova Zelândia | 7   | 4 | 2 | 1 | 1 | 7  | 5  |
| China         | 6   | 4 | 2 | 0 | 2 | 4  | 5  |
| Países Baixos | 5   | 4 | 1 | 2 | 1 | 9  | 9  |
| Alemanha      | 5   | 4 | 1 | 2 | 1 | 6  | 6  |
| África do Sul | 4   | 4 | 1 | 1 | 2 | 4  | 5  |

     Equipes classificadas para a fase seguinte.
| 16 de setembro 10:30 |           |               |                                      |
| Alemanha             | 1 – 1     | Nova Zelândia | Árbitros: Michele Arnold Gill Clarke |
| Lätzsch 56'          | Relatório | Smith 68'     | Árbitros: Michele Arnold Gill Clarke |

| 17 de setembro 13:30 |           |                  |                                     |
| Países Baixos        | 1 – 2     | China            | Árbitros: Renee Chatas Angela Lario |
| Teeuwen 69'          | Relatório | Yang Huiping 16' | Árbitros: Renee Chatas Angela Lario |

| 17 de setembro 20:30 |           |               |                                    |
| Alemanha             | 2 – 1     | África do Sul | Árbitros: Lee Mi-Ok Kazuko Yasueda |
| Rinne 28' Becker 50' | Relatório | Agliotti 7'   | Árbitros: Lee Mi-Ok Kazuko Yasueda |

| 18 de setembro 20:30 |           |                           |                                          |
| China                | 0 – 2     | Nova Zelândia             | Árbitros: Judith Barnesby Michele Arnold |
|                      | Relatório | Trolove 11' Bell-Kake 38' | Árbitros: Judith Barnesby Michele Arnold |

| 19 de setembro 13:30       |           |                      |                                      |
| Países Baixos              | 2 – 2     | África do Sul        | Árbitros: Kazuko Yasueda Gill Clarke |
| Boomgaardt 12' Smabers 16' | Relatório | Coetzee 52' Dare 61' | Árbitros: Kazuko Yasueda Gill Clarke |

| 20 de setembro 08:30 |           |                               |                                  |
| Alemanha             | 1 – 2     | China                         | Árbitros: Renee Chatas Lee Mi-Ok |
| Möller 60'           | Relatório | Zhou Wanfeng 2' Cheng Hui 49' | Árbitros: Renee Chatas Lee Mi-Ok |

| 20 de setembro 18:30                                                |           |                         |                                       |
| Países Baixos                                                       | 4 – 3     | Nova Zelândia           | Árbitros: Angela Lario Gina Spitaleri |
| van der Vaart 6' Boomgaardt 18' van der Wielen 45' van de Kieft 69' | Relatório | Lawrence 23' Senior 58' | Árbitros: Angela Lario Gina Spitaleri |

| 21 de setembro 18:30 |           |               |                                     |
| Nova Zelândia        | 1 – 0     | África do Sul | Árbitros: Judith Barnesby Lee Mi-Ok |
| Smith 54'            | Relatório |               | Árbitros: Judith Barnesby Lee Mi-Ok |

| 22 de setembro 13:30         |           |                                |                                        |
| Países Baixos                | 2 – 2     | Alemanha                       | Árbitros: Judith Barnesby Renee Chatas |
| van der Wielen 31' Thate 49' | Relatório | Rinne 32' Ernsting-Krienke 66' | Árbitros: Judith Barnesby Renee Chatas |

| 22 de setembro 18:30 |           |               |                                    |
| China                | 0 – 1     | África do Sul | Árbitros: Angela Lario Gill Clarke |
|                      | Relatório | Geyser 52'    | Árbitros: Angela Lario Gill Clarke |

## Disputa pelo 7º ao 10º lugar
|  | Qualificatória  | Qualificatória |   |                | Disputa pelo 7º lugar | Disputa pelo 7º lugar |  |
|  |                 |                |   |                |                       |                       |  |
|  | 25 de setembro  |                |   |                |                       |                       |  |
|  | Grã-Bretanha    | 3              |   |                |                       |                       |  |
|  | África do Sul   | 2              |   |                |                       |                       |  |
|  |                 |                |   |                |                       |                       |  |
|  |                 |                |   |                | 27 de setembro        |                       |  |
|  |                 |                |   |                | Grã-Bretanha          | 0                     |  |
|  |                 | Alemanha       | 2 |                |                       |                       |  |
|  |                 |                |   |                |                       |                       |  |
|  |                 |                |   |                |                       |                       |  |
|  |                 |                |   |                | Disputa pelo 9º lugar |                       |  |
|  | 25 de setembro  | 25 de setembro |   | 27 de setembro | 27 de setembro        |                       |  |
|  | Coreia do Sul   | 2              |   | África do Sul  | 0                     |                       |  |
|  | Alemanha (pro.) | 3              |   |                | Coreia do Sul         | 3                     |  |

### Qualificatória
| 25 de setembro 10:30             |           |                     |                                     |
| Grã-Bretanha                     | 3 – 2     | África do Sul       | Árbitros: Renee Chatas Angela Lario |
| Simpson 3' Clewlow 12' Smith 38' | Relatório | Dare 6' Coetzee 31' | Árbitros: Renee Chatas Angela Lario |

| 25 de setembro 15:30              |              |                                    |                                        |
| Coreia do Sul                     | 2 – 3 (pro.) | Alemanha                           | Árbitros: Michele Arnold Jean Buchanan |
| Lee Eun-Young 56' Kim Eun-Jin 59' | Relatório    | Becker 8' 41' Ernsting-Krienke 80' | Árbitros: Michele Arnold Jean Buchanan |

### Disputa pelo 7º e 9º lugar
| 27 de setembro 08:30 |        |                                      |                                      |
| África do Sul        | 0 – 3  | Coreia do Sul                        | Árbitros: Michele Arnold Renee Cohen |
|                      | Report | Kim Eun-Jin 23' 26' Yoo Hee-Joo 35+' | Árbitros: Michele Arnold Renee Cohen |

| 27 de setembro 13:00 |           |                       |                                         |
| Grã-Bretanha         | 0 – 2     | Alemanha              | Árbitros: Miriam van Gemert Lyn Farrell |
|                      | Relatório | Keller 21' Becker 52' | Árbitros: Miriam van Gemert Lyn Farrell |

## Segunda fase
| Equipe        | Pts | J | V | E | D | GP | GC |
| ------------- | --- | - | - | - | - | -- | -- |
| Austrália     | 13  | 5 | 4 | 1 | 0 | 17 | 3  |
| Argentina     | 9   | 5 | 3 | 0 | 2 | 13 | 7  |
| Países Baixos | 6   | 5 | 2 | 0 | 3 | 8  | 14 |
| Espanha       | 6   | 5 | 1 | 3 | 1 | 5  | 5  |
| China         | 4   | 5 | 1 | 1 | 3 | 4  | 10 |
| Nova Zelândia | 4   | 5 | 1 | 1 | 3 | 8  | 16 |

     Equipes classificadas para a final.
     Equipes classificadas para a disputa pelo bronze.
| 24 de setembro 11:00 |           |       |                                            |
| Espanha              | 0 – 0     | China | Árbitros: Gina Spitaleri Marelize de Klerk |
|                      | Relatório |       | Árbitros: Gina Spitaleri Marelize de Klerk |

| 24 de setembro 14:00    |           |               |                                    |
| Argentina               | 3 – 1     | Países Baixos | Árbitros: Kazuko Yasueda Ute Conen |
| Aymar 3' García 26' 50' | Relatório | Smabers 12'   | Árbitros: Kazuko Yasueda Ute Conen |

| 24 de setembro 16:00      |           |               |                                 |
| Austrália                 | 3 – 0     | Nova Zelândia | Árbitros: Gill Clarke Lee Mi-Ok |
| Hudson 50' 52' Powell 62' | Relatório |               | Árbitros: Gill Clarke Lee Mi-Ok |

| 25 de setembro 13:30  |           |                  |                                   |
| Argentina             | 2 – 1     | China            | Árbitros: Lyn Farrell Renee Cohen |
| Aymar 35+' García 52' | Relatório | Tang Chunling 6' | Árbitros: Lyn Farrell Renee Cohen |

| 25 de setembro 18:30                             |           |               |                                         |
| Austrália                                        | 5 – 0     | Países Baixos | Árbitros: Kazuko Yasueda Gina Spitaleri |
| Annan 35+' 65' Hawkes 37' Powell 40' Morris 30+' | Relatório |               | Árbitros: Kazuko Yasueda Gina Spitaleri |

| 25 de setembro 20:30  |           |                       |                                         |
| Espanha               | 2 – 2     | Nova Zelândia         | Árbitros: Miriam van Gemert Gill Clarke |
| Barrio 13' Camón 70+' | Relatório | Smith 46' Trolove 60' | Árbitros: Miriam van Gemert Gill Clarke |

| 27 de setembro 11:00 |           |                        |                               |
| Espanha              | 1 – 2     | Países Baixos          | Árbitros: Lee Mi-Ok Ute Conen |
| Ignacio 68'          | Relatório | van der Wielen 28' 63' | Árbitros: Lee Mi-Ok Ute Conen |

| 27 de setembro 16:30                             |           |               |                                          |
| Argentina                                        | 7 – 1     | Nova Zelândia | Árbitros: Judith Barnesby Kazuko Yasueda |
| Rognoni 9' 47' Oneto 12' 40' 42' 49' Masotta 31' | Relatório | Bell-Kake 33' | Árbitros: Judith Barnesby Kazuko Yasueda |

| 27 de setembro 18:30                        |           |                  |                                         |
| Austrália                                   | 5 – 1     | China            | Árbitros: Gill Clarke Marelize de Klerk |
| Hudson 2' Towers 9' Morris 42' Taverner 48' | Relatório | Yang Huiping 45' | Árbitros: Gill Clarke Marelize de Klerk |

### Disputa pelo bronze
| 29 de setembro 17:30     |           |         |                                      |
| Países Baixos            | 2 – 0     | Espanha | Árbitros: Gill Clarke GIna Spitaleri |
| Boomgaardt 10' Thate 55' | Relatório |         | Árbitros: Gill Clarke GIna Spitaleri |

### Final
| 29 de setembro 20:00            |           |           |                                            |
| Austrália                       | 3 – 1     | Argentina | Árbitros: Miriam van Gemert Kazuko Yasueda |
| Annan 10' Haslam 26' Morris 38' | Relatório | Oneto 44' | Árbitros: Miriam van Gemert Kazuko Yasueda |